# الدوري الألماني لكرة القدم للسيدات 1990–91
الدوري الألماني لكرة القدم للسيدات 1990–91 (بالألمانية: Fußball-Bundesliga 1990/91)‏ هو الموسم 1 من الدوري الألماني لكرة القدم للسيدات. أشرف على تنظيمه اتحاد ألمانيا لكرة القدم، وكان عدد الأندية المشاركة فيه 20، وفاز فيه Sportfreunde Siegen ‏.